# Beogradska Banka
Beogradska Banka, Београдска Банка (Belgradska banken), var en av Jugoslaviens största banker. Slobodan Milošević har varit chef i banken, 1978-1983.